# Riu Tim
El Tim (rus: Тым, en selkup Ӄалӷы, Ӄалы) és un riu de Sibèria, al krai de Krasnoiarsk, a l'oblast de Tomsk, Rússia. És un afluent per la dreta de l'Obi.

## Geografia
El riu fa 950 quilòmetres de llargada i drena una conca de 32.300 quilòmetres quadrats. El seu cabal mitjà és de 240 m³/s. Els principals afluents són el Limbelka, Kossets, Sanguilka i Vanjil, per la dreta, i Podelga, per l'esquerra.
El Tim neix a la part oriental de la gran plana de Sibèria Occidental i generalment flueix en direcció oest o oest-sud-oest. Travessa una regió gairebé plena d'aiguamolls. Desemboca a l'Obi a la localitat d'Ust-Tim, entre les ciutats de Nazino i Kargassok.

## Navegabilitat
Com tots els rius siberians, el Tim es congela durant bona part de l'any. Es troba congelat entre finals d'octubre i principis de novembre fins a finals d'abril, començaments de maig. Fora d'aquest període el riu és navegable 560 quilòmetres des de la seva desembocadura. S'hi practica el ràfting.